# Ingres (cơ sở dữ liệu)
Ingres database (/ɪŋˈɡrɛs/ ing-GRESS) là một hệ thống quan hệ quản lý cơ sở dữ liệu SQL độc quyền nhằm hỗ trợ các ứng dụng thương mại và chính phủ lớn.
Actian Corporation là công ty kiểm soát sự phát triển của Ingres và cung cấp các tệp nhị phân được chứng nhận để tải xuống, cũng như cung cấp hỗ trợ trên toàn thế giới. Công ty này đã thông báo vào tháng 4 năm 2018 rằng họ đang được công ty HCL Technologies mua lại. Đã có một bản phát hành mã nguồn mở của Ingres nhưng nó không còn có sẵn để tải xuống từ Actian. Tuy nhiên, có một phiên bản mã nguồn vẫn có sẵn trên GitHub.

## Lịch sử ban đầu
Ingres bắt đầu như một dự án nghiên cứu tại Đại học California, Berkeley, bắt đầu từ đầu những năm 1970 và kết thúc vào năm 1985. Mã gốc của nó, giống như mã từ các dự án khác tại Berkeley, có sẵn với chi phí tối thiểu theo một phiên bản của giấy phép BSD. Ingres đã tạo ra một số ứng dụng cơ sở dữ liệu thương mại, bao gồm Sybase, Microsoft SQL Server, NonStop SQL và một số ứng dụng khác.
Postgres (Post In gres), một dự án bắt đầu vào giữa những năm 1980, sau đó phát triển thành PostgreSQL. Nó tương thích với ACID và hoàn toàn có thể giao dịch (bao gồm tất cả các câu lệnh DDL) và là một phần của sáng kiến ngăn xếp nguồn mở Lisog.